# Es Molí - s'Estany

Mapa de véndes municipals de Formentera

La vénda es Molí - s'Estany és una vénda municipal de Formentera aprovada l'any 1983. Limita per llevant amb la carretera que va de sant Ferran fins es Pujols quedant a la banda de llevant de la carretera la vénda de sa Punta i a la de ponent, la vénda en qüestió, per gregal amb la mar, per mestral amb la vénda de ses Salines, per ponent amb l'estany des Flamencs i per llebeig amb la vénda des Brolls.
Aquesta vénda engloba bona part de la vénda tradicional que temps ha, entre els anys 1718 i 1784 era anomenada vénda de punta Prima. A causa de l'augment de població a mitjan segle xix aquesta vénda va dividir-se en les zones des Molí, ses Roques, s'Estany i punta Prima que acabaren esdevenint véndes. Així es Molí - s'Estany conforma l'antiga vénda des Molí sense incloure la punta des Trucadors que forma actualment la vénda de ses Salines i les parts occidentals de les véndes parroquials de punta Prima i s'Estany.

## Terreny

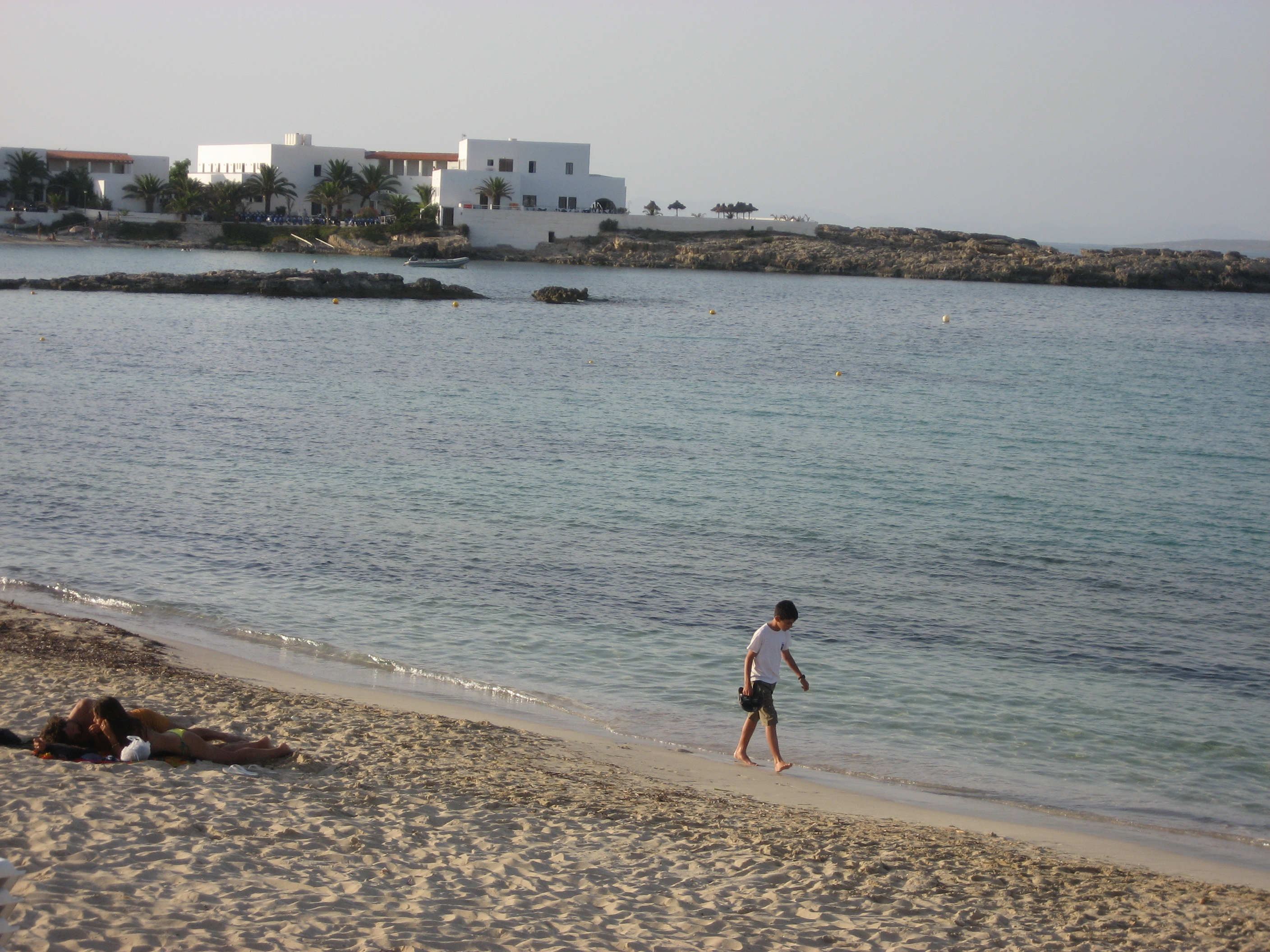
platja des Fonoll Marí

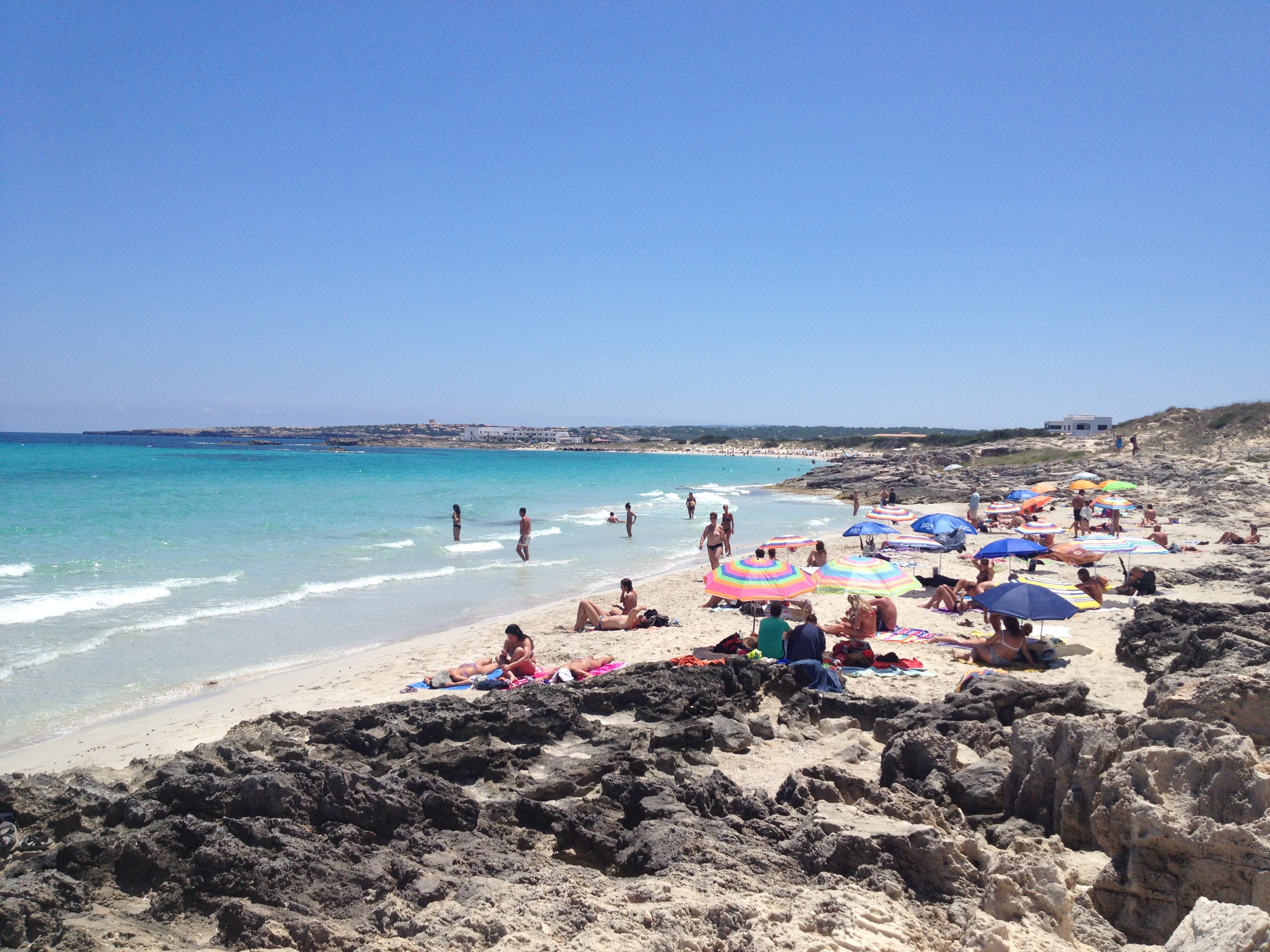
platja de sa Roqueta i al fons, la de ses Canyes i l'hotel Roca Bella.

El terreny és pla sense presentar grans característiques orogràfiques amb una costa majoritàriament arenosa amb alguns illots que la voregen com l'illa des Fonoll Marí o l'illa des Pujols, que rep també el nom de l'illa de ses Parreres. Al seu terç més septentrional hi figura una vegetació abundosa de pins i savines. Aquesta zona és la que presenta les cotes màximes d'alçada, especialment en el tram entre es Pujols i sa Roqueta que és l'extrem nord-oest de la vénda, que poden arribar als 10m per damunt del nivell del mar.
La resta de la vénda, la zona d'interior, pateix un lleuger desnivell que acaba a la riba de l'estany des Flamencs. Aquesta àrea, especialment la més propera a l'estany, té un relleu pantanós ric amb vegetació halòfila que es troba al voltant del circuit hídric que les salines tenen dins l'estany. La part d'interior de la vénda té diverses zones de cultiu on hi abunda el camp de secà, algunes amb cultius arboris, especialment figueres i vinyes. S'hi troben també diversos pinars i habitatges disseminats arreu de la vénda entre els diferents nuclis urbans.
D'aquesta manera aquesta vénda passa dels sòls dunars propis del nord de Formentera fins a arribar a un ecosistema pantanós de vida difícil per les altes concentracions de sal tot passant pel paisatge típicament formenterer amb camps, pins i cases amb teulades de dues aigües, omnipresents a tota l'illa.

### Platges
Aquesta zona destaca per les seues platges, entre les quals es troben, de ponent a llevant, la platja de sa Roqueta, la platja de ses Canyes, i la platja des Pujols que està formada per diverses platges com la del Roca Bella o la des Fonoll Marí, entre d'altres.
Exceptuant l'extrem de ponent de la platja des Pujols que és on es troba el poble turístic amb el mateix nom que la platja, la resta de platges gaudeixen d'una molt baixa, i a vegades nul·la, densitat d'edificacions essent paratges naturals de molta qualitat englobats, part d'ells, dins del Parc natural de ses Salines d'Eivissa i Formentera.

## Història

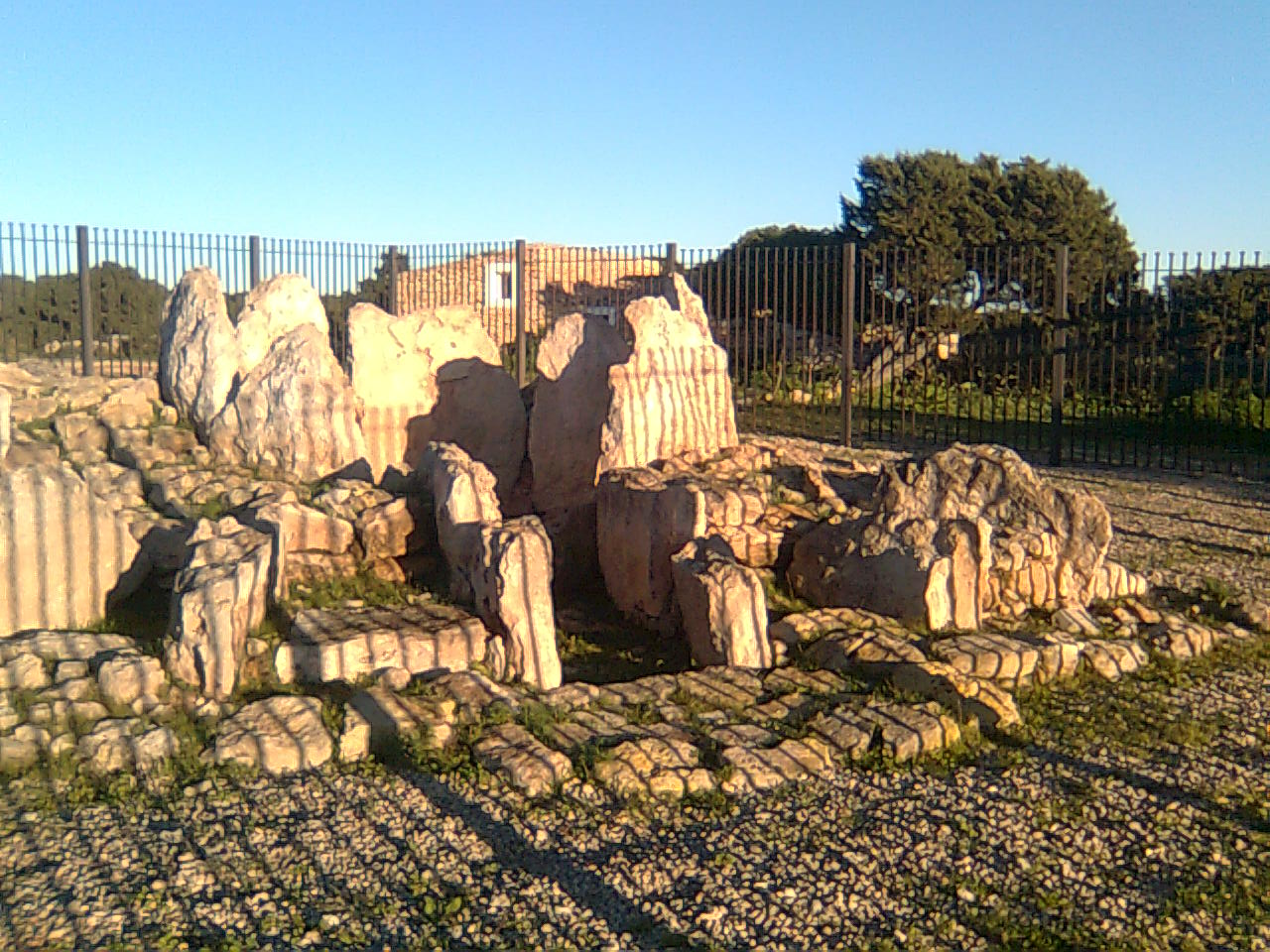
Sepulcre megalític de ca na Costa

Abans de la revolució turística que canvià els usos i el paisatge dels formenterers en aquesta zona hi destacava el cultiu de secà entre els formenterers alhora que hi ha part de l'estructura salinera a dins l'Estany. L'economia es desenvolupava a partir de l'explotació del medi i per això en aquesta vénda són tres les pedreres que hi ha: la pedrera de can Rita, que parà la seua activitat a la dècada dels anys '90; la pedrera d'en Coix que aturà la seua activitat als anys '60 i que es troba a la sortida des Pujols i una tercera pedrera avui desapareguda que es trobava davall de l'hotel Roca Bella.
Pel que fa a la prehistòria a es Molí-s'Estany hi ha el sepulcre megalític de Ca na Costa. Està situat a la banda de gregal de l'estany des Flamencs a prop de la urbanització de sa Roqueta.
A l'extrem més meridional de la vénda existeix una àrea que formà part de les terres cedides pels reis d'Aragó a Marc Ferrer a la darreria del segle xvii per tal d'iniciar el repoblament de l'illa fins aleshores mancada de població estable i fixa.